# Čistopol
Čistopol (rusky Чи́стополь, Čistopol; tatarsky Чистай, Çistay; čuvašsky Чистай) je ruské město ležící na břehu Kujbyševské přehrady.

## Dějiny
První zmínka o osídlení v místě dnešního města se v kronikách objevuje na přelomu 17. a 18. století. Osada se patrně rozvíjela velmi rychle a roku 1761 byl počet obyvatel již jeden tisíc.
Roku 1781 udělila carevna Kateřina II. Veliká Čistopolu statut města. Od té doby také může Čistopol užívat svého znaku.
Ke konci 19. století se Čistopol stal významným centrem obchodu s obilím a roku 1917 byl po Kazani druhým největším městem v Kazaňské provincii.
V průběhu druhé světové války se Čistopol stal centrem Svazu sovětských spisovatelů, mezi kterými byli například Boris Pasternak, Leonid Leonov a další významní spisovatelé.

## Významní rodáci a obyvatelé
- Alexandr Michajlovič Butlerov, ruský chemik, narozen zde roku 1828
- Sofia Gubajdulina, hudební skladatelka, narozena zde roku 1931.
- Boris Leonidovič Pasternak, spisovatel, žil zde v letech 1942–1943.
- Nikolaj Lichačov, vědec a akademik
- Anatolij Marčenko - ukrajinský disident, zemřel zde roku 1986.